# Mahaica–Berbice
Mahaica-Berbice (Região 5) é uma região da Guiana. Ela é banhada pelo Oceano Atlântico ao norte e faz fronteira com a região de Berbice Oriental-Corentyne a leste, com a região de Alto Demerara-Berbice ao sul e com a região de Demerara-Mahaica a oeste.
As principais cidades da região são: Rosignol, Fort Wellington, Mahaicony e Helena.
O rio Mahaica forma a fronteira oeste da região e o rio Berbice a fronteira leste.  O rio Mahaicony e o rio Abary atravessam a região de sul a norte.